# Klaus Krickeberg

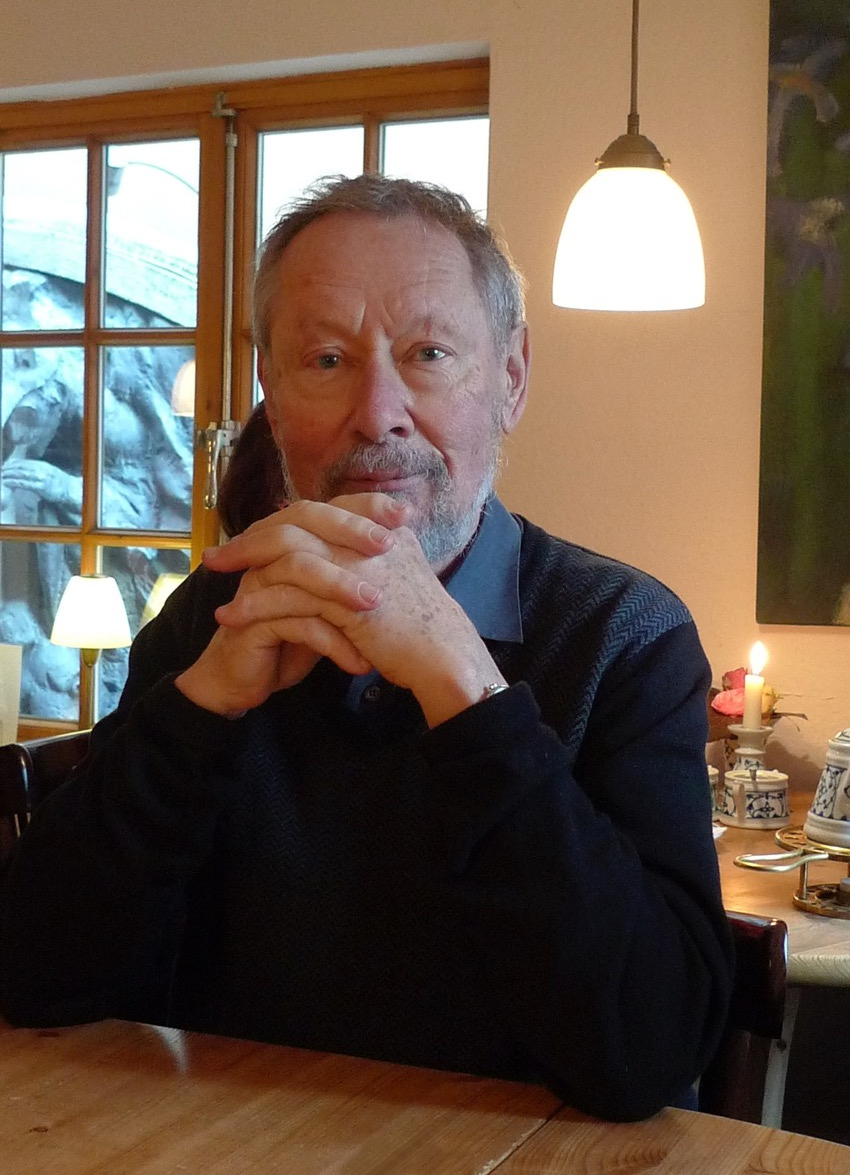
Klaus Krickeberg, 2012

Klaus Krickeberg (* 1. März 1929 in Ludwigslust) ist Mathematiker mit dem Schwerpunkt Stochastik und Wissenschaftler auf dem Gebiet des öffentlichen Gesundheitswesens. Er hat die deutsche und die französische Staatsangehörigkeit.

## Leben und Werk

### Herkunft und Jugend
Klaus Krickeberg ist ein Enkel des Schriftstellers und Schauspielers Karl Krickeberg. Von 1938 bis zum Abitur 1946 besuchte er das Französische Gymnasium Berlin.

### Mathematik
Er studierte ab 1946 Mathematik und Physik an der Humboldt-Universität Berlin mit der Promotion bei Kurt Schröder 1952 (Über den Gaußschen und den Stokesschen Integralsatz). Bereits während des Studiums wurde er wissenschaftlicher Mitarbeiter der Akademie der Wissenschaften der DDR, Assistent am Mathematischen Institut der Humboldt-Universität und 1952 – 1953 Lehrbeauftragter. 1954 habilitierte er sich in Würzburg. Er war Research Associate an der University of Illinois 1955–56, wo er mit Joseph Doob arbeitete, und an der University of Wisconsin 1956–1957. 1958 wurde er ordentlicher Professor an der Universität Heidelberg, 1971 war er Professor an der Universität Bielefeld und 1974 bis zur Emeritierung 1998 Professeur de classe exceptionelle an der Universität Paris V. Dazwischen lagen Gastprofessuren an der Aarhus Universitet 1964–1965, an der Columbia University 1970–1971, an der Universidad de La Habana, an der Universidad Católica de Valparaíso und an der Universidad de Buenos Aires. Während seiner Arbeit in Paris studierte er an der Universität Paris VII Vietnamesische Sprache und Zivilisation und bestand 1988 das Examen Licence de Vietnamien.
Krickebergs mathematische Forschung ist sehr durch seinen Lehrer an der Humboldt-Universität, Erhard Schmidt, geprägt worden, für den Geometrie auch in unendlich-dimensionalen Räumen etwas Anschauliches war. In seiner Dissertation führte er fast-überall Lipschitzsche Mannigfaltigkeiten ein, Maßtheorie und Geometrie kombinierend. Diese Kombination tritt wieder in der späteren Arbeit auf, wo er die verschiedenen Begriffe einer Funktion mehrerer Variabler von beschränkter Varianz mit Hilfe des Begriffs einer Distribution im Sinne von Laurent Schwartz charakterisiert. Weitere verwandte Forschungsthemen waren Stochastische Geometrie und Geometrische Statistik.
Die vor seinem Aufenthalt an der University of Illinois begonnene Arbeit über Martingale führte dort zu der Arbeit, in der insbesondere die so genannte Krickeberg-Zerlegung bewiesen wurde. In einer Reihe weiterer Arbeiten brachte Krickeberg die Theorie der Martingale zu einem gewissen Abschluss. Der letzte Teil seiner mathematischen Forschung behandelt Themen der Punktprozesse genannten stochastischen Prozesse. Insbesondere brachte er die statistische Analyse von Linienprozessen und allgemeiner von Hyperebenen-Prozessen voran.
Krickeberg schrieb drei mathematische Lehrbücher. Er war Berater für Statistik des Springer-Verlags New York, Mitgründer und Mitherausgeber von dessen Buchreihe Statistics for Biology and Health, und 1971–1985 Chefredakteur der Zeitschrift für Wahrscheinlichkeitstheorie und verwandte Gebiete. In Heidelberg gründete er 1969 den Forschungsschwerpunkt Stochastische Mathematische Modelle.

### Öffentliches Gesundheitswesen
Krickebergs Übergang von der Mathematik zum Öffentlichen Gesundheitswesen fand graduell in den 1980er Jahren statt, angeregt durch vielerlei Anfragen nach mathematischen Methoden. Seine Arbeit dort ist daher mathematisch geprägt. Sie umfasste Beratungen in Laos 1983 und 1984 und in Phnom Penh, 1986, 1987 und 1994. Vor allem arbeitete er ab 1981 in vietnamesischen Institutionen, den Büros in Hanoi von UNICEF, und GTZ und im Rahmen der französisch-vietnamesische Zusammenarbeit. Seine wissenschaftliche Arbeit in dieser Zeit betraf insbesondere Gesundheitsinformationssysteme.
2006 startete er ein Programm mit dem Ziel, das Öffentliche Gesundheitswesen in Vietnam durch eine Reform der Ausbildung auf Universitätsebene zu verbessern. Es entstand eine Buchreihe Basic Texts in Public Health für Dozentinnen und Dozenten des Gebiets, an der sie selbst mitarbeiteten.

### Mitgliedschaften und Aufgaben in wissenschaftlichen Institutionen
- 1968 wurde er Mitglied (Fellow) des Institute of Mathematical Statistics.
- Wahl in das International Statistical Institute (ISI) 1971, Mitglied von dessen Council 1985–1989 und Vorsitzender von dessen Komitee für die Entwicklung der Statistik in Entwicklungsländern 1987–1991.[13]
- Präsident der Bernoulli Society for Mathematical Statistics and Probability (BS) 1977–1979, Vorsitzender des Programmkomitees des ersten Weltkongresses der BS in Taschkent 1986.[17]
- Mitarbeit für Mathematik und Statistik bei der Gründung der Universität von Zypern 1991–2000.
- Vorsitzender der Gründungskommission Mathematik der Universität Oldenburg während seiner Tätigkeit in Bielefeld.
- Mitglied der Leopoldina[13]
- Fellow der TWAS (The World Academy for the Advancement of Science in Developing Countries)[18]

## Schriften (Auswahl)

### ReiheBasic Texts in Public Health
- Klaus Krickeberg, Pham Van Trong, Pham Thi My Hanh: Epidemiology: Key to Public Health. 2. Auflage. Springer, 2019, ISBN 978-3-03016369-3.
- Klaus Krickeberg, Vu Diem Hang Phan, Van Son Nguyen: Population Science and Public Health. 2014.
- Klaus Krickeberg, Vu Diem Hang Phan: Mathematics and Statistics in the Health Sciences. 2017.
- Klaus Krickeberg, Vu Diem Hang Phan, Van Son Nguyen: Environmental Health – Basic Principles. 2017.
- Klaus Krickeberg, Vu Diem Hang Phan, Van Son Nguyen: Nutrition – The Epidemiologic Viewpoint. 2019.

### Weitere Schriften
- Wahrscheinlichkeitstheorie, B. G. Teubner 1963
- mit Herbert Ziezold: Stochastische Methoden, Springer Verlag 1977, 4. Auflage 1995
- Petit Cours de Statistique, Springer Verlag 1996, Online bei Google-Books
- mit Van Trong Pham, Thi My Hanh Pham: Epidemiology - Key to Prevention, Springer Verlag 2012
- mit Alexander Krämer und Mirjam Kretzschmar: Modern Infectious Disease Epidemiology: Concepts, Methods, Mathematical Models, and Public Health, Springer Verlag 2009
- mit Hans Zessin: Point processes. A Random Radon Measure Approach, Walter Warmuth Verlag 2014

## Ehrungen
- Dr. h.c., Universität Wien, 1990
- Festschrift der Nationalen Armenischen Akademie der Wissenschaften zum 80. Geburtstag, 2009[19]
- Orden des Vietnamesischen Gesundheitsministeriums für Beiträge zur Gesundheit der Bevölkerung, 2009
- Dr. h.c., Nationale Universität für Naturwissenschaften Ho-Chi-Minh-Stadt, 2014
- Prof. h.c., Thái Bình Universität für Medizin und Pharmazie, Vietnam, 2015
- Orden Freund Vietnams des Vietnamesischen Staatspräsidenten für „Wesentliche Beiträge zur Entwicklung des Vietnamesischen Gesundheitssektors“, 2019[20]